# 马丁·格里姆利
马丁·格里姆利（英語：Martyn Grimley，1963年2月24日—），生于西约克郡哈利法克斯，英国前男子曲棍球运动员。他曾代表英国国家队参加1988年夏季奥林匹克运动会曲棍球比赛，获得一枚金牌。